# Glauco Monducci
Glauco Monducci, nome di battaglia “Gordon” (Reggio nell'Emilia, 26 novembre 1923 – Reggio nell'Emilia, 1º aprile 2007) è stato un partigiano e dirigente d'azienda italiano, principalmente noto per avere guidato il “Gufo Nero”, la squadra speciale partigiana che il 27 marzo 1945, nell’ambito della operazione Alleata denominata “Tombola”, partecipò all’attacco al Quartier Generale del 5º Corpo d’Armata tedesco presso Botteghe di Albinea, contribuendo ad assestare un durissimo colpo alle forze nazifasciste. 
Operazione, questa, che gli valse la Medaglia d'argento al valor militare.

## Biografia

### Le origini
Monducci nasce a Reggio Emilia da Bruto, maestro elementare di origini imolesi e dalla reggiana Livia Montessori, maestra anch’ella, parente della celebre pedagogista Maria. Cresciuto nell’ambiente della buona borghesia reggiana, ma refrattario alle imposizioni del fascismo, nel dicembre 1943 viene tuttavia arruolato nel Regio Esercito ed assegnato in seguito al 24º Reggimento Fanteria di Firenze. 
Diserta, però, una prima volta nel gennaio 1944 e una seconda, quella decisiva, nel luglio dello stesso anno, quando, dopo essere tornato da un addestramento in Germania, riesce a fuggire da un accampamento presso Quarto di Genova e a raggiungere la Repubblica partigiana di Torriglia.

### L’ingresso nella Resistenza
Sul finire del mese di luglio la decisione di arruolarsi come partigiano nella 3ª Divisione Garibaldina ligure “Cichero”, 3ª Brigata Garibaldi “Jori”. Dopo soli dieci giorni, però, chiede ed ottiene di poter fare ritorno nel Reggiano, dove si unirà ai compagni del Comando Unico di Cerrè Sologno, con il nome di battaglia “Gordon”.
Qui gli viene affidato l’incarico di responsabile di un Servizio informazioni, nato per volontà del Comando Nord-Emilia del generale Mario Roveda in seguito al grande rastrellamento effettuato dai tedeschi sulla montagna reggiana poco prima del suo arrivo.
Con la cessazione dell’attivita di tale Servizio, avvenuta nel gennaio 1945 dopo un nuovo rastrellamento, il capitano Mike Lees, comandante della missione inglese nell’Appennino reggiano incarica il partigiano Giulio Davoli “Kiss” di organizzare un nuovo servizio informazioni, di cui anche il Monducci si servirà per formare il “Gufo Nero”, una squadra di 40 uomini specializzati in operazioni di sabotaggio nelle retrovie del nemico.
La sede operativa viene fissata in una frazione di Villa Minozzo chiamata Secchio e “Gordon”, dopo avere abbandonato le operazioni di intelligence, riceve il duplice compito di coordinare la suddivisione degli aviolanci e di organizzare e comandare la squadra “Gufo Nero”, nata anche al fine di proteggere la missione Alleata retta da Lees.

### L’attacco di Botteghe di Albinea[4]
Dopo avere svolto l’addestramento proprio a Secchio, tra il gennaio e il febbraio del 1945, ed avere compiuto varie missioni minori, soprattutto in pianura, alla metà del mese di marzo la squadra del comandante ”Gordon” riceve l’incarico di partecipare, insieme ad altri, all’attacco al Quartier Generale del 5º Corpo d’Armata tedesco, situato nelle ville Rossi e Calvi, nei pressi di Botteghe di Albinea.
Su richiesta di Lees, il 25 marzo 1945 la squadra si raduna presso Valestra di Carpineti, insieme ad alcuni elementi scelti della 26ª e della 145ª Brigata Garibaldi, ai partigiani del “Battaglione Russi” guidati da Viktor Pirogov “Modena” e ad alcuni paracadutisti inglesi. Un centinaio di uomini in tutto. L’obiettivo dichiarato è quello di distruggere l’Ufficio Cartografico e il centralino telefonico collegato direttamente con Berlino, ma la vera intenzione sarebbe quella di riuscire ad intercettare e catturare il Generale tedesco Albert Kesselring.
La sera del 25 marzo la squadra dà inizio all’operazione, dirigendosi inizialmente verso Ca’ del Lupo, località nei pressi di Vezzano sul Crostolo, dove stabilirà la base da cui partire per dare l’attacco al Comando tedesco. Luogo, questo, che raggiungerà nella notte del 26, dopo otto ore di camminata lungo i sentieri posti ad ovest degli abitati di Baiso, San Giovanni di Querciola, Montalto e Casola Querciola.
Con l’aiuto dell’esperto partigiano albinetano Giuseppe Casoni “Brenno”, alla mezzanotte del 27 marzo i cento membri della squadra danno inizio alla parte finale dell’operazione, scendendo verso Botteghe. Il “Gufo Nero” di Monducci, sotto il comando di Lees, avrà il compito di attaccare, in collaborazione con dieci paracadutisti inglesi, la sede degli Ufficiali superiori del Comando ubicata presso Villa Rossi.
Poco dopo l’1:30, anche grazie al tempestivo intervento di alcuni arditi, abili ad eliminare le sentinelle di guardia al comando tedesco, Monducci e i suoi, lanciando alcune bombe a mano SIPE riescono a penetrare all’interno di Villa Rossi insieme agli uomini del capitano Lees.
Ma proprio nelle fasi iniziali del conflitto a fuoco, intorno alle 2:15, poco dopo essere riusciti ad entrare nella villa, Lees e Monducci vengono colpiti da una raffica di mitra. Con l’aiuto del partigiano Battista Varese “Pavia”, il partigiano reggiano riesce a trascinarsi fuori dal cancello del comando tedesco e a nascondersi in un fossato adiacente.
Poco dopo, con l’aiuto di alcuni membri del “Gufo Nero”, Monducci e Lees vengono trasportati presso una casa colonica posta in Villa Canali, dove giungeranno intorno alle 4:30. Dopo avere ricevuto le cure di alcuni medici della zona tra cui il Dottor Giuseppe Chiesi, il giorno 2 aprile riescono finalmente a raggiungere in ambulanza la zona partigiana di Pecorile. Luogo, questo, da cui ripartiranno subito alla volta di Vetto, traendosi così definitivamente in salvo.

### Dopo la guerra
Il 28 luglio 1950 il Presidente della Repubblica Italiana Luigi Einaudi concede al partigiano “Gordon” la Medaglia d'argento al valor militare. Inoltre, sempre nel 1950, Glauco Monducci assume la carica dirigente all’interno di una importante azienda italiana del settore dei trasporti e delle costruzioni ferroviarie; carica che manterrà fino al 1990.
Infine, dal 31 maggio al 6 giugno 1953, sarà nel ristrettissimo gruppo di italiani invitati ufficialmente a Londra per assistere all’incoronazione della Regina Elisabetta II.